# Clarksville (Ohio)
Clarksville es una villa ubicada en el condado de Clinton, Ohio, Estados Unidos. Según el censo de 2020, tiene una población de 534 habitantes.

## Geografía
La localidad está ubicada en las coordenadas 39°24′6″N 83°59′20″O / 39.40167, -83.98889 (39.401781, -83.988901). Según la Oficina del Censo de los Estados Unidos, Clarksville tiene una superficie total de 1.28 km², de la cual 1.21 km² corresponden a tierra firme y 0.07 km² es agua.

## Demografía
Según el censo de 2020, hay 534 personas residiendo en Clarksville. La densidad de población es de 441,32 hab./km². El 94.19% son blancos, el 1.12% son afroamericanos, el 0.19% es amerindio, el 0.37% son asiáticos, el 0.37% son de otras razas y el 3.75% son de dos o más razas. Del total de la población, el 1.12% son hispanos o latinos de cualquier raza.